# NGC 7155
NGC 7155 (другие обозначения — IC 5143, PGC 67663, ESO 237-16, FAIR 991) — линзообразная галактика (SB0) в созвездии Индеец.
Этот объект входит в число перечисленных в оригинальной редакции «Нового общего каталога».